# Gilford Motor Company

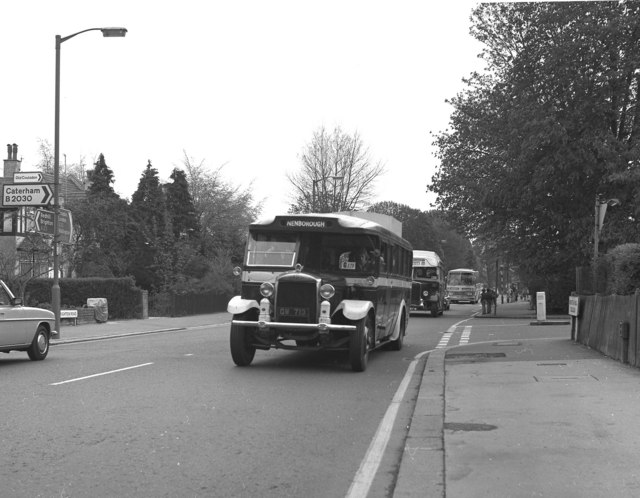
Erhaltener Bus von Gilford

Gilford Motor Company war ein britischer Hersteller von Nutzfahrzeugen.

## Unternehmensgeschichte
Das Unternehmen ging 1926 aus E. B. Horne & Company hervor, die ab 1925 in Verbindung mit Garford aus den USA standen, und mit Gilford einen ähnlich klingenden Markennamen gewählt hatten. Der Sitz beider Unternehmen war in London. 1926 begann die Produktion von Lastkraftwagen und Omnibussen. Der Markenname lautete weiterhin Gilford. Von 1927 bis 1933 war der Firmensitz in High Wycombe, danach wieder in London. 1935 endete die Produktion, als das Unternehmen in die Liquidation ging.

## Fahrzeuge
Im Angebot standen Lkw und Busse. Genannt werden Sechszylindermotoren von Buda sowie Lycoming, später von Coventry Climax und versuchsweise von Meadows, dann von Vulcan und Leyland. Außerdem kamen Dieselmotoren von Tangye, Perkins und Dorman.
Einige der Lkw boten 2,5 Tonnen Nutzlast. Die Busse gab es als Ein- und Doppeldecker. Für das Model AS 6 sind 20 Sitze überliefert.
Ein Bus mit dem britischen Kennzeichen GW 713 existiert noch.